# 5-Hidroksi-izourinat
5-Hidroksi-izourinat je molekul sa formulom  i molekulskom težinom od 184,110 g/mol. On je product oksidacije urinske kiseline posredstvom enzima urat oksidaza.

## Literatura
- Perry A. Frey,Dexter B. Northrop (1999). Enzymatic mechanisms. IOS Press. ISBN 978-90-5199-432-2.